# Cursus
Cursus je název pro rytmizovaná zakončení vět v antické próze a později ve středověké latinské a národní próze. Jedná se o aplikaci jistého rytmického vzorce na větný závěr v jinak nerytmickém textu. Přes latinu pronikal cursus do národních jazyků. V antice vycházel z délky slabik, během pozdní antiky pak již z přízvučnosti. V raném středověku byl tento prvek zapomenut, obnovila jej na přelomu jedenáctého a dvanáctého století papežská kurie, s odkazem na styl Lva Velikého. Od doby Karla IV. začala napodobovat sloh papežských listin i česká královská kancelář.
Nejobvyklejší byly v latině tři vzorce: cursus planus (-u|u-u), cursus tardus (-u|u-uu) a cursus velox (-uu|uu-u). Při přejímání do národních jazyků se přizpůsobovaly jejich vlastnostem. V češtině se objevily například ve sborníku Ráj duše nebo ve Tkadlečkovi.